# Pyramide de Puichéric
La pyramide de Puichéric est un monument situé à Puichéric, en France.

## Localisation
Le monument est situé sur la commune de Puichéric, dans le département français de l'Aude.

## Historique
L'édifice est inscrit au titre des monuments historiques en 1952.